# Euxoa polaris
Euxoa polaris är en fjärilsart som beskrevs av Bang-haas 1910. Euxoa polaris ingår i släktet Euxoa och familjen nattflyn. Inga underarter finns listade i Catalogue of Life.